# Tyrone Spong
Tyrone Clinton Spong (n. 3 septembrie 1985, Paramaribo, Surinam) este un boxer profesionist și fost kickboxer și artist martial mixt Surinam-neerlandez. El este campionul WFCA Cruiserweight Muay Thai, fostul Glory 95kg Slam Champion și It's Showtime 95MAX World champion.

## Biografie
Tyrone Spong sa născut în Surinam. În 1990, la vârsta de 5 ani, sa mutat în Olanda împreună cu familia sa. Crescând în Amsterdam, el a fost adesea implicat în lupte stradale și a început să se antreneze la kickboxing la treisprezece ani când a găsit o sală de gimnastică prin coincidență. După ce a obținut "măgarul" în prima zi de formare, a fost motivat să se îmbunătățească. El a avut primul său meci la cincisprezece ani și a câștigat cu un knockout în prima runda. Unii dintre partenerii săi timpurii au fost Alistair Overeem și Gilbert Yvel.

## Rezultate în boxul profesionist
| Rez.     | La general | Oponent           | Tip | Runda, timp  | Data        | Locație                                                                    | Note                                                                              |
| -------- | ---------- | ----------------- | --- | ------------ | ----------- | -------------------------------------------------------------------------- | --------------------------------------------------------------------------------- |
| Victorie | 14–0       | Jeyson Minda      | TKO | 2 (10), 1:42 | 31 Aug 2019 | Gimnasio Polifuncional, Merida, Mexic                                      |                                                                                   |
| Victorie | 13–0       | Ytalo Perea       | SD  | 10           | 21 Dec 2018 | Anthony Nesty Sporthal, Paramaribo, Suriname                               | Păstrează centurile WBC Latino și WBO Latino heavyweight                          |
| Victorie | 12–0       | Santander Silgado | KO  | 1 (10)       | 31 Aug 2018 | Convention Center, West Palm Beach                                         |                                                                                   |
| Victorie | 11–0       | Carlos Nascimento | KO  | 5 (10), 1.53 | 24 Feb 2018 | Domo Unidad Deportiva del F.U.T.V., Merida, Yucatán, Mexic                 | Păstrează centura WBC Latino heavyweight. Câștigă centura WBO Latino heavyweight. |
| Victorie | 10–0       | Sergio Ramirez    | KO  | 1 (8)        | 07 Oct 2017 | Domo Unidad Deportiva del F.U.T.V., Merida, Yucatán, Mexic                 | Câștiga centura WBC Latino la categoria grea.                                     |
| Victorie | 9–0        | Juan Carlos Salas | KO  | 1 (6), 1:44  | 27 May 2017 | Polyforum Zam Ná, Merida, Yucatán, Mexico                                  |                                                                                   |
| Victorie | 8–0        | Jose Felix        | TKO | 1 (8), 1:34  | 18 Apr 2017 | Casa de los Clubes, Santo Domingo, Dominican Republic                      |                                                                                   |
| Victorie | 7–0        | Carlos Rodriguez  | TKO | 1 (8), 1:06  | 31 Mar 2017 | Coliseo Pepe Mayen, San Pedro de Macoris, Dominican Republic               |                                                                                   |
| Victorie | 6–0        | Hugo Leon         | KO  | 3 (6), 0:36  | 04 Sep 2016 | Club Deportivo Ferrocarrilero, Aguascalientes City, Aguascalientes, Mexico |                                                                                   |
| Victorie | 5–0        | Tracey Johnson    | TKO | 2 (6), 1:41  | 06 Aug 2016 | Doubletree Miamimart Hotel, Miami, Florida, United States                  |                                                                                   |
| Victorie | 4–0        | Lucas Queen       | KO  | 1 (4), 1:04  | 01 Apr 2016 | War Memorial Auditorium , Fort Lauderdale, Florida, United States          |                                                                                   |
| Victorie | 3–0        | David Gogishvili  | TKO | 2 (4), 1:05  | 05 Mar 2016 | Colosseum Sport Hall, Grozny, Chechnya, Russia                             |                                                                                   |
| Victorie | 2–0        | Emre Altintas     | TKO | 1 (4), 1:54  | 21 Mar 2015 | Unihalle Wuppertal, Wuppertal, Nordrhein-Westfalen, Germany                |                                                                                   |
| Victorie | 1–0        | Gabor Farkas      | KO  | 1 (4), 1:14  | 6 Mar 2015  | Bruno Gehrke Halle , Spandau, Berlin, Germany                              |                                                                                   |

## Rezultate în arte martiale mixte
| Rezultate profesioniste |            |              |
| 2 meciuri               | 2 victorii | 0 înfrângeri |
| Prin knockout           | 1          | 0            |
| Prin predare            | 0          | 0            |
| La puncte               | 1          | 0            |

| Rezultat | La general | Adversar        | Metodă               | Eveniment | Data              | Runda | Timp | Locația                            | Note |
| -------- | ---------- | --------------- | -------------------- | --------- | ----------------- | ----- | ---- | ---------------------------------- | ---- |
| Victorie | 2–0        | Angel DeAnda    | Decision (unanimous) | WSOF 4    | 10 august 2013    | 3     | 5:00 | Ontario, California, United States |      |
| Victorie | 1–0        | Travis Bartlett | KO (punch)           | WSOF 1    | 03 noiembrie 2012 | 1     | 3:15 | Las Vegas, Nevada, United States   |      |

## Rezultate în kickboxing
| 107 Victorii (73 (T)KO, 34 decizii), 7 Înfrângeri (4 (T)KO, 3 decizii), 1 Remiză, 1 No Contest              |            |                      |                                                                                   |                                |                                |       |      |
| Data | Rezultat   | Oponent              | Eveniment                                                                         | Locație                        | Metoda                         | Runda | Timp |
| 2014-04-12                                                                                                  | Înfrângere | Gökhan Saki          | Glory 15: Istanbul - Light Heavyweight World Championship Tournament, Final       | Istanbul, Turcia               | TKO (leg fracture)             | 1     | 1:37 |
| For the Glory Light Heavyweight Championship and the Glory Light Heavyweight World Championship Tournament. |            |                      |                                                                                   |                                |                                |       |      |
| 2014-04-12                                                                                                  | Victorie   | Saulo Cavalari       | Glory 15: Istanbul - Light Heavyweight World Championship Tournament, Semi Finals | Istanbul, Turcia               | Decision (unanimous)           | 3     | 3:00 |
| 2013-10-12                                                                                                  | Victorie   | Nathan Corbett       | Glory 11: Chicago                                                                 | Hoffman Estates, Illinois, USA | TKO (left hook)                | 2     | 1:10 |
| 2013-06-22                                                                                                  | Victorie   | Danyo Ilunga         | Glory 9: New York - 95 kg Slam Tournament, Finals                                 | New York City, New York, USA   | TKO (punches)                  | 1     | 0:16 |
| Wins the Glory 95kg Slam Tournament.                                                                        |            |                      |                                                                                   |                                |                                |       |      |
| 2013-06-22                                                                                                  | Victorie   | Filip Verlinden      | Glory 9: New York - 95 kg Slam Tournament, Semi Finals                            | New York City, New York, USA   | Decision (unanimous)           | 3     | 3:00 |
| 2013-06-22                                                                                                  | Victorie   | Michael Duut         | Glory 9: New York - 95 kg Slam Tournament, Quarter Finals                         | New York City, New York, USA   | KO (right hook)                | 1     | 0:31 |
| 2013-03-23                                                                                                  | Victorie   | Remy Bonjasky        | Glory 5: London                                                                   | Londra, Anglia                 | KO (right hook)                | 2     | 2:02 |
| 2012-06-30                                                                                                  | Victorie   | Peter Aerts          | Music Hall & BFN Group present: It's Showtime 57 & 58                             | Bruxelles, Belgia              | KO (punch)                     | 3     | 2:10 |
| 2012-01-28                                                                                                  | Victorie   | Melvin Manhoef       | It's Showtime 2012 in Leeuwarden                                                  | Amsterdam, Olanda              | Decision (unanimous)           | 3     | 3:00 |
| 2011-06-18                                                                                                  | Victorie   | Loren Javier Jorge   | It's Showtime Madrid 2011                                                         | Madrid, Spania                 | Decision (unanimous)           | 3     | 3:00 |
| 2011-05-14                                                                                                  | Victorie   | Igor Mihaljevic      | It's Showtime 2011 Lyon                                                           | Lyon, Franța                   | KO (left knee)                 | 1     | 2:01 |
| 2010-12-11                                                                                                  | Înfrângere | Alistair Overeem     | K-1 World GP 2010 Final, Quarter Final                                            | Tokyo, Japonia                 | Decision (unanimous)           | 3     | 3:00 |
| 2010-10-02                                                                                                  | Victorie   | Ray Sefo             | K-1 World GP 2010 Seoul Final 16                                                  | Seoul, Republic of Korea       | Decision (unanimous)           | 3     | 3:00 |
| Qualifies for K-1 World Grand Prix 2010 Final.                                                              |            |                      |                                                                                   |                                |                                |       |      |
| 2010-04-03                                                                                                  | Înfrângere | Jerome Le Banner     | K-1 World Grand Prix 2010 in Yokohama                                             | Yokohama, Japonia              | Decision (unanimous)           | 3     | 3:00 |
| 2009-12-05                                                                                                  | Victorie   | Keijiro Maeda        | K-1 World Grand Prix 2009 Final                                                   | Yokohama, Japonia              | Decision (unanimous)           | 3     | 3:00 |
| 2009-06-27                                                                                                  | NC         | Nathan Corbett       | Champions of Champions II                                                         | Montego Bay, Jamaica           | No contest                     | 3     | 0:55 |
| 2009-05-16                                                                                                  | Victorie   | Attila Karacs        | It's Showtime 2009 Amsterdam                                                      | Amsterdam, Olanda              | Decision (split)               | 3     | 3:00 |
| 2009-03-28                                                                                                  | Înfrângere | Gökhan Saki          | K-1 World GP 2009 in Yokohama                                                     | Yokohama, Japan                | KO (right hook)                | 4     | 1:58 |
| 2009-01-24                                                                                                  | Victorie   | Samir Benazzouz      | Beast of the East                                                                 | Zutphen, Olanda                | TKO (corner stoppage)          | 3     | 2:23 |
| 2008-11-29                                                                                                  | Victorie   | Zabit Samedov        | It's Showtime 2008 Eindhoven                                                      | Eindhoven, Olanda              | Decision (unanimous)           | 5     | 3:00 |
| Wins It's Showtime 95MAX World title.                                                                       |            |                      |                                                                                   |                                |                                |       |      |
| 2008-10-05                                                                                                  | Victorie   | Gary Turner          | K.O. Events "Tough Is Not Enough"                                                 | Rotterdam, Olanda              | TKO (doctor stoppage)          | 1     | 1:05 |
| 2008-04-26                                                                                                  | Victorie   | Azem Maksutaj        | K-1 World GP 2008 in Amsterdam                                                    | Amsterdam, Olanda              | KO (knee strike)               | 2     | 0:45 |
| 2008-03-15                                                                                                  | Victorie   | Ondrej Hutnik        | It's Showtime 75MAX Trophy 2008, World Title Fight                                | 's-Hertogenbosch, Netherlands  | KO (Left liver punch)          | 2     | 2:32 |
| Retains title of (W.F.C.A.) World Thaiboxing Cruiserweight championship.(1)                                 |            |                      |                                                                                   |                                |                                |       |      |
| 2008-02-09                                                                                                  | Victorie   | Nikos Sokolis        | KO World Series 2008 in Auckland                                                  | Auckland, New Zealand          | KO (left liver punch)          | 1     | 2:25 |
| Wins KO World Series 2008 in Auckland Cruiserweight world title.                                            |            |                      |                                                                                   |                                |                                |       |      |
| 2008-02-09                                                                                                  | Victorie   | Chad Walker          | KO World Series 2008 in Auckland                                                  | Auckland, New Zealand          | KO (overhand right)            | 1     | 1:08 |
| 2008-01-26                                                                                                  | Victorie   | Aurelien Duarte      | Beast of the East                                                                 | Zutphen, Netherlands           | Decision (unanimous)           | 3     | 3:00 |
| Wins vacant title of (W.F.C.A.) World Thaiboxing Cruiserweight (-86.18kg) title.                            |            |                      |                                                                                   |                                |                                |       |      |
| 2007-12-24                                                                                                  | Victorie   | Rasmus Zoeylner      | Return of the King 2                                                              | Paramaribo, Suriname           | KO (strikes)                   | 2     | N/A  |
| 2007-10-27                                                                                                  | Victorie   | Emil Zoraj           | One Night in Bangkok                                                              | Antwerp, Belgium               | TKO (doctor stoppage)          | 4     | 1:02 |
| 2007-08-26                                                                                                  | Victorie   | Human Nikmaslak      | Return of the King 1                                                              | Paramaribo, Suriname           | KO (knee strike)               | 1     | 2:31 |
| 2007-06-02                                                                                                  | Victorie   | Dmitry Shakuta       | Gentleman Fight Night IV                                                          | Tilburg, Netherlands           | Decision                       | 5     | 3:00 |
| 2007-05-06                                                                                                  | Victorie   | Yodchai Wor Petchpun | SLAMM "Nederland vs Thailand III"                                                 | Haarlem, Netherlands           | TKO (referee stoppage)         | 1     | 2:38 |
| Wins the vacant title of SLAMM World 79kg title.                                                            |            |                      |                                                                                   |                                |                                |       |      |
| 2007-03-25                                                                                                  | Înfrângere | Amir Zeyada          | Rings Gala, Vechtsenbanen                                                         | Utrecht, Netherlands           | TKO (referee stoppage/punches) | 3     | 1:49 |
| 2006-11-12                                                                                                  | Victorie   | Joerie Mes           | Pride & Honor Ahoy 2006                                                           | Rotterdam, Netherlands         | TKO (knee)                     | 5     | 1:12 |
| 2006-10-01                                                                                                  | Victorie   | Kaoklai Kaennorsing  | SLAMM "Nederland vs Thailand II"                                                  | Almere, Netherlands            | KO (right punch)               | 1     | 1:55 |
| 2006-06-18                                                                                                  | Victorie   | Sem Braan            | 2H2H The Road To Tokyo                                                            | Amsterdam, Netherlands         | KO (left hook)                 | 3     | 1:40 |
| 2006-06-03                                                                                                  | Victorie   | Henry Akdeniz        | Gentleman Fight Night 3                                                           | Tilburg, Netherlands           | TKO (doctor stoppage)          | 3     | 3:00 |
| 2006-05-06                                                                                                  | Victorie   | Farid M'Laika        | Gala de Kickboxing                                                                | Geneva, Switzerland            | Decision (unanimous)           | 5     | 2:00 |
| 2006-04-29                                                                                                  | Victorie   | Cho In Jun           | MARS World Fighting GP                                                            | Seoul, Korea                   | KO (strikes)                   | 1     | 2:07 |
| 2005-12-03                                                                                                  | Victorie   | Senol Kiziltas       | A-1 Combat League                                                                 | Duisburg, Germany              | TKO (knee)                     | 2     | N/A  |
| Wins A-1 Combat League World title.                                                                         |            |                      |                                                                                   |                                |                                |       |      |
| 2005-12-03                                                                                                  | Victorie   | Senol Cetin          | A-1 Combat League                                                                 | Duisburg, Germany              | TKO (corner stoppage)          | 1     | N/A  |
| 2005-12-03                                                                                                  | Victorie   | Rene Litchko         | A-1 Combat League                                                                 | Duisburg, Germany              | KO (right hook)                | 1     | 0:45 |
| 2005-10-09                                                                                                  | Victorie   | Vincent Vielvoye     | Rotterdam Rumble                                                                  | Rotterdam, Netherlands         | Decision                       | 5     | 3:00 |
| 2005-05-08                                                                                                  | Victorie   | Youness El Mhassani  | Muay Thai Gala                                                                    | Amsterdam, Netherlands         | Decision                       | 5     | 3:00 |
| 2005-04-09                                                                                                  | Victorie   | Mohammed Ouali       | Muay Thai Champions League XIV                                                    | Netherlands                    | Decision                       | 5     | 3:00 |
| Wins title of W.P.K.L. European Middleweight(-72.5kg) championship.                                         |            |                      |                                                                                   |                                |                                |       |      |
| 2004-12-23                                                                                                  | Victorie   | Renato Hasset        | The Night of Legend                                                               | Paramaribo, Suriname           | KO (strikes)                   | 4     | N/A  |
| 2004-11-14                                                                                                  | Victorie   | Richard Weston       | Muay Thai/Mixed Fight Gala, Sporthal Stedenwijk                                   | Almere, Netherlands            | KO (strikes)                   | 1     | N/A  |
| 2004-10-17                                                                                                  | Victorie   | Rafi Zoufeir         | Battle in Zaandam II                                                              | Zaandam, Netherlands           | TKO (low kicks)                | 3     | N/A  |
| Wins title of W.K.N. Thaiboxing European Middleweight (-76.2kg) championship.                               |            |                      |                                                                                   |                                |                                |       |      |
| 2004-04-18                                                                                                  | Înfrângere | Ryuji Goto           | Shoot boxing: Infinty-S Vol.2                                                     | Tokyo, Japan                   | Decision                       | 3     | 3:00 |
| 2004-03-21                                                                                                  | Victorie   | Hamid El Caid        | Profighters Gala in Almere                                                        | Almere, Netherlands            | Decision                       | 5     | 3:00 |
| 2004-02-22                                                                                                  | Victorie   | William Diender      | 2H2H                                                                              | Rotterdam, Netherlands         | Decision (majority)            | 5     | 3:00 |
| 2003-11-12                                                                                                  | Remiză     | Youness El Mhassani  | Veni, Vidi, Vici II                                                               | Veenendaal, Netherlands        | Draw                           | 5     | 3:00 |
| 2003-11-02                                                                                                  | Victorie   | Xavier Gatez         | Immortality                                                                       | Amsterdam, Netherlands         | KO (strikes)                   | 2     | N/A  |
| 2003-10-13                                                                                                  | Victorie   | Rocky Grandjean      | 2H2H in Ahoy                                                                      | Netherlands                    | TKO (doctor stoppage)          | 2     | N/A  |
| 2003-07-04                                                                                                  | Victorie   | Gregory Costina      | Baas Sports                                                                       | Willemstad, Curaçao            | TKO (low kicks)                | 4     | N/A  |
| 2003-05-18                                                                                                  | Victorie   | Melvin Rozenblad     | Killerdome III                                                                    | Amsterdam, Netherlands         | Decision                       | 5     | 3:00 |
| Makes His A-class debut.                                                                                    |            |                      |                                                                                   |                                |                                |       |      |
| 2003-04-19                                                                                                  | Victorie   | Henry Akendiz        | Beast of The East                                                                 | Zutphen, Netherlands           | TKO (corner stoppage)          | 1     | 3:00 |
| 2003-04-13                                                                                                  | Victorie   | Jan van Denderen     | East Side III                                                                     | Gorinchem, Netherlands         | Decision                       | 5     | 2:00 |
| 2003-02-02                                                                                                  | Victorie   | Harry Lodewijks      | Killerdome II                                                                     | Amsterdam, Netherlands         | KO (strikes)                   | 1     | N/A  |
| 2003-01-11                                                                                                  | Victorie   | Tarik Slimani        | Dudok Arena                                                                       | Hilversum, Netherlands         | N/A                            | N/A   | N/A  |
| 2002-10-27                                                                                                  | Victorie   | Ray Staring          | Beast of The East                                                                 | Arnhem, Netherlands            | Decision                       | 5     | 2:00 |
| 2002-05-19                                                                                                  | Înfrângere | Amir Zeyada          | Itai-Te Promotions, Thaiboksgala Predators III                                    | Amsterdam, Netherlands         | KO (slam)                      | 4     | 0:47 |
| 2002-03-08                                                                                                  | Victorie   | Dave van der Ploeg   | Beast of The East                                                                 | Zutphen, Netherlands           | Decision                       | 5     | 2:00 |
| 2002-03-03                                                                                                  | Victorie   | Olli Koch            | Loasana Promotions, The Palace                                                    | Groningen, Netherlands         | KO (strikes)                   | 1     | N/A  |
| 2001-09-22                                                                                                  | Victorie   | Werner Stoel         | Champions Gym Gala in Hanenhof                                                    | Geleen, Netherlands            | Decision                       | 5     | 2:00 |
| Legend: Win Loss Draw/No contest Notes                                                                      |            |                      |                                                                                   |                                |                                |       |      |